# Бечей
Бечей (серб. Бечеј, Bečej) — місто в Сербії, належить до общини Бечей Південно-Бацького округу в багатоетнічному, автономному краю Воєводина. Місто є адміністративним і культурним центром в краї.

## Населення
Населення села становить 26 462 особи (2002, перепис), з них:
- серби — 10 574 — 44,25 %;
- угорці — 10 323 — 43,20 %;
- роми — 337 — 1,41 %;

Решту жителів  — з десяток різних етносів, зокрема: хорвати, чорногорці, словаки і кілька десятків русинів-українців.

## Відомі уродженці
- Карой Тан — угорський хімік.

## Галерея

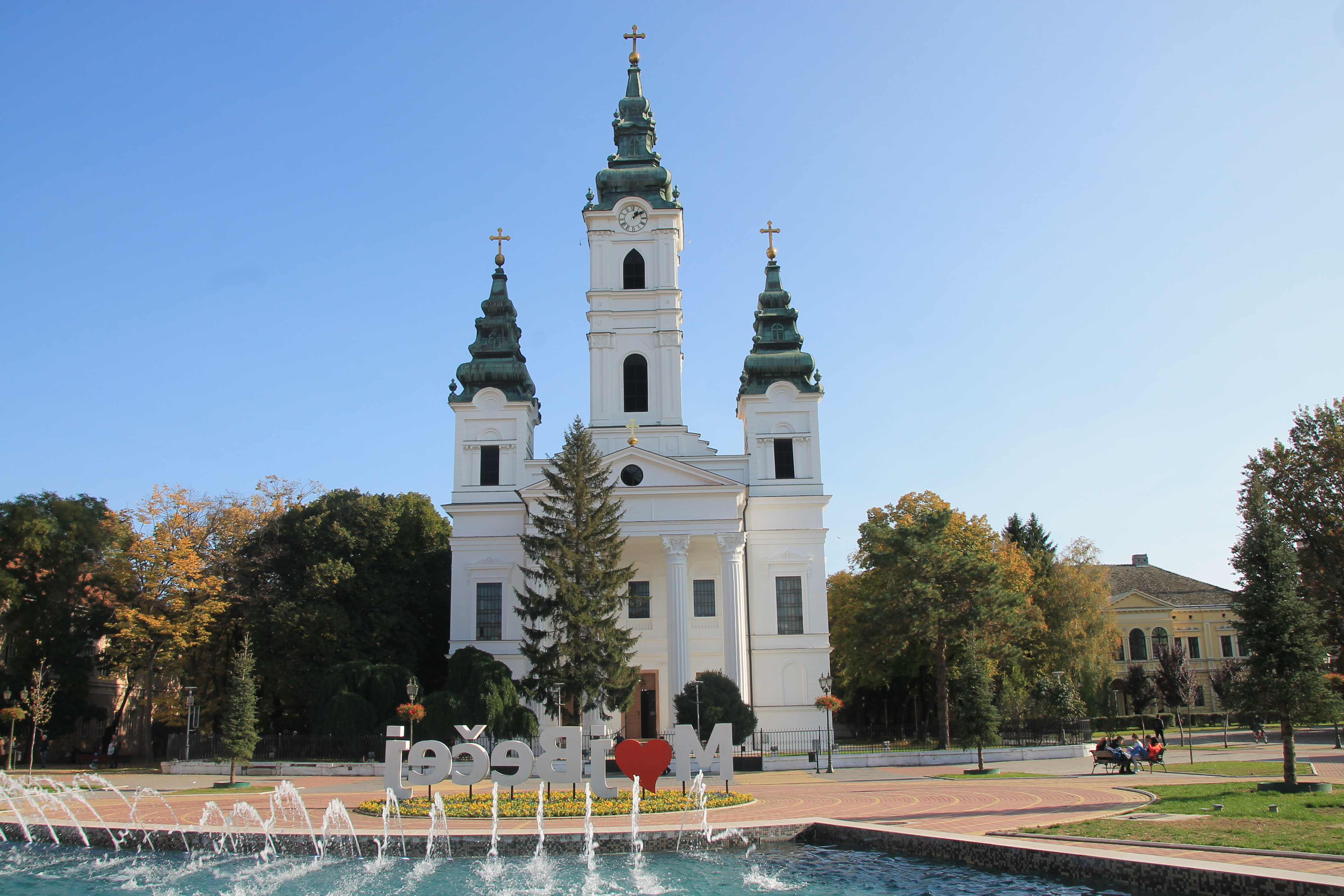
Церква святого Георгія
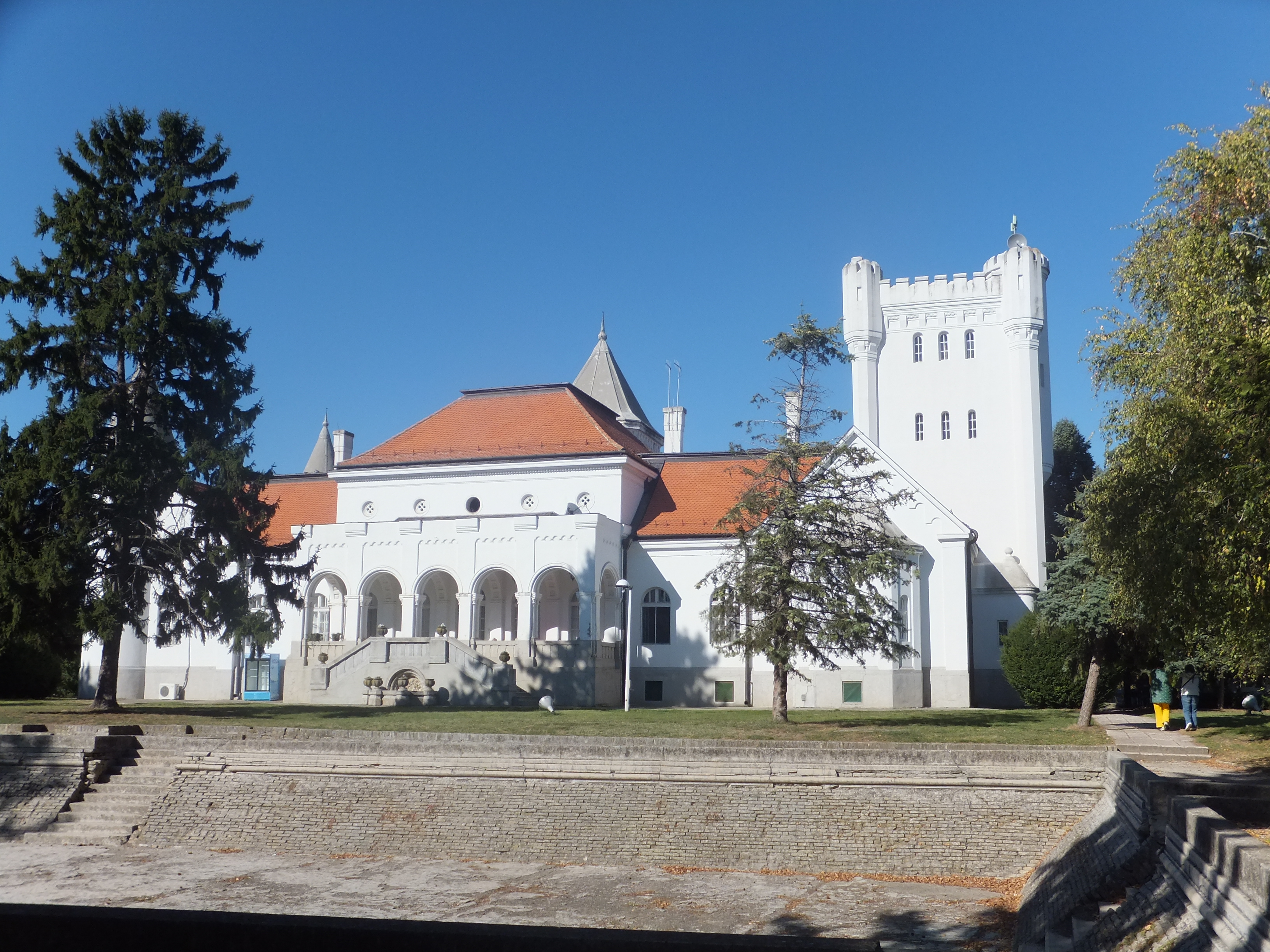
Палац Фантаст
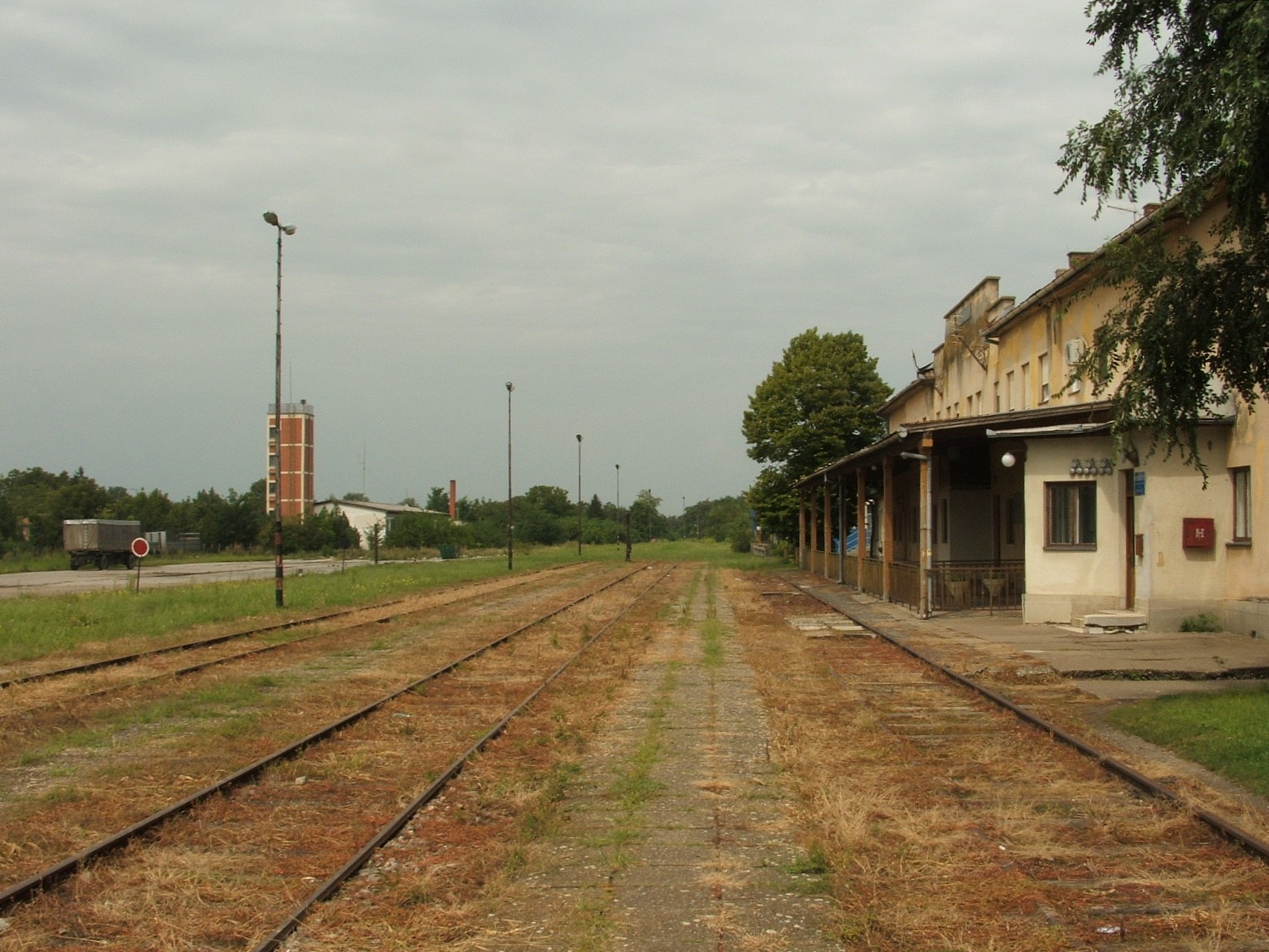
Залізнична станція